# Rusland op het Junior Eurovisiesongfestival 2010
Rusland nam deel aan het Junior Eurovisiesongfestival 2010 in Minsk. Het was de zesde deelname van het land aan het Junior Eurovisiesongfestival. De RTR was verantwoordelijk voor Russische bijdrage van 2010. 

## Selectieproces
Deelnemers tussen tien en vijftien jaar konden vanuit heel het land inzendingen insturen naar de Russische omroep RTR. Een panel van muziekexperts koos uiteindelijk de twintig deelnemers die in de finale mochten zingen. Op 30 mei 2010 vond de finale van de Russische voorselectie plaats. De finale werd gepresenteerd door Oksana Fjodorova en Oskar Koetsjera. De uitzending werd geopend door de winnares van 2009 Jekaterina Rjabova. De winnaar werd geheel door het publiek bepaald. De score werd gegeven in het aandeel van de stemmen in procenten. De finale werd gewonnen door Sasja Lazin & Liza Drozd met hun liedje Boy & girl. 

### Uitslag
| Plaats | Deelnemer                           | Score |
| ------ | ----------------------------------- | ----- |
| 1      | Sasja Lazin & Liza Drozd            | 11,0  |
| 2      | Maria Zaikina                       | 9,4   |
| 3      | Jekaterina Kvitia                   | 8,1   |
| 4      | Anastasia Kolesnikova               | 7,3   |
| 5      | Delfin                              | 6,4   |
| 6      | Maria Tsjoetsjikina & Anna Klimkina | 5,8   |
| 7      | DaKi                                | 5,6   |
| 8      | Zoelfat Kapdoelin                   | 5,2   |
| 9      | Jelena Onofrej                      | 5,1   |
| 10     | Jaroslav Koebarev                   | 4,7   |
| 11     | Regina Sjajchoetdinova              | 4,5   |
| 12     | Darja Tkatsjoek                     | 4,3   |
| 13     | Eti deti                            | 4,1   |
| 14     | Olga Chajroellina                   | 3,6   |
| 15     | Anastasia Soetsjkova                | 3,3   |
| 16     | Dmitri Narsia                       | 2,8   |
| 17     | Regina Aitova                       | 2,6   |
| 18     | Poljanka                            | 2,4   |
| 19     | Darja Loekasj                       | 1,9   |
| 20     | Ksenia Kotjsetkova                  | 1,7   |

## In Minsk
Rusland moest tijdens het Junior Eurovisiesongfestival 2010 als zevende van de veertien landen die avond het podium op. Tijdens de stemrondes stond Rusland heel lang bovenaan, maar op het eind werd het duo nog net ingehaald door de Vladimir Arzumanian uit Armenië die met de prijs naar huis mocht. Met slechts één punt verschil werd het land tweede.
2005 · 2006 · 2007 · 2008 · 2009 · 2010 · 2011 · 2012 · 2013 · 2014 · 2015 · 2016 · 2017 · 2018 · 2019 · 2020 · 2021 · 2022-2024
Armenië · België · Georgië · Letland · Litouwen · Macedonië · Malta · Moldavië · Nederland · Oekraïne · Rusland · Servië · Wit-Rusland · Zweden